# Михайловка (Сахновщинский район)
Михайловка (укр. Михайлівка) — село,
Олейниковский сельский совет,
Сахновщинский район,
Харьковская область.
Код КОАТУУ — 6324886004.
Присоединено к селу Марьевка в 1997 году .

## Географическое положение
Село Михайловка находится на правом берегу реки Орель, выше по течению на расстоянии в 1,5 км расположено село Яковлевка, ниже по течению на расстоянии в 1,5 км расположено село Марьевка, на противоположном берегу — село Олейники.

## История
- 1997 — присоединено к селу Марьевка [1].